# Bajda (ostrov)
Bajda (ukrajinsky Байда) nebo také Mala Chortycia, Wyrwa a Kanzerivskyj je říční ostrov řeky Dněpr na území města Záporoží v Dněprovském rajónu. Leží v pravé větvi Dněpru (Starý Dněpr). Sousedí tak s mnohem větším ostrovem Chortycja, jenž obě větve odděluje. 
Plocha ostrova o rozměrech 560 × 190 metrů činí 0,07 km². Severní stranu vymezují skalní útesy o výšce 12–14 m. Spolu s Chortycjou náleží do národního rezervace Chortycja.